# Under a Clouded Sky
Under a clouded sky är ett musikalbum av Bay Laurel från 1994 utgivet av Noxius records.

## Låtlista
1. In the arms of silence
2. Winter flight
3. Black candles
4. Bleeding tears
5. Celestial signs
6. Thoughts
7. In nothingness
8. The dying
9. Not of that kind

Det behöver läggas till att All Virveltrumma - Är samplade Direkt från "The Sisters Of Mercy" Temple Of Love - Ofra Haza - 1993
Förutom virvlarna i början av låten "Thoughts"
Detta gjordes i studion av en CD som Mattias J. Hade med Sig